# Herz-Jesu-Kirche (Dinslaken)
Koordinaten: 51° 34′ 35,9″ N, 6° 46′ 51,2″ O

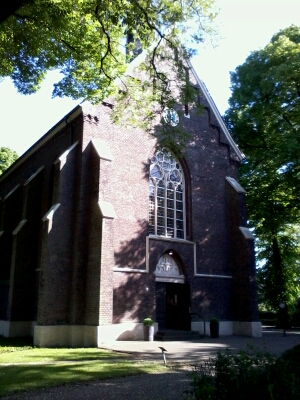
Herz Jesu Kirche Westgiebel

Die Herz-Jesu-Kirche ist die ehemalige katholische Pfarrkirche in Oberlohberg in Hiesfeld, einem Ortsteil Dinslakens. Seit 1994 war sie als Filialkirche Teil der Pfarrei Hl. Geist in Hiesfeld. Seit 2012 gehört sie zur Pfarrei St. Vincentius, die sich auf das gesamte Stadtgebiet erstreckt.

## Standort
Die Kirche liegt weit außerhalb vom Hiesfelder Dorfkern auf dem höchsten Punkt des Lohbergs in der Nähe der A3 (Oberhausen – Arnheim), nicht zu verwechseln mit den in der Nähe der Zeche Lohberg sich befindenden Bergehalden Großer und Kleiner Lohberg, die als Werksdeponien der Lohberger Zeche dienten und später entstanden.
Warum die Kirche damals weit vom Hiesfelder Dorfkern entstand, ist nicht mehr eindeutig zu klären. Zu vermuten ist, dass man die Nähe der Bergwerke und Industriegebiete suchte, die damals schnell entstanden, und vermutete, dass Industrieansiedlungen, verbunden mit weiteren Entstehungen von Arbeitersiedlungen, sich auch in Oberlohberg fortsetzen würden, wie man es auch kurze Zeit später in Lohberg beobachtet hatte und deswegen mit der Wahl des Standortes der Kirche zuvorkommen wollte, wo aber die Ausdehnung der Industrieansiedlung mit weiteren Wohnsiedlungen auf Oberlohberg hin nie eintraf.

## Beschreibung
Das 1895 erbaute Gotteshaus ist eine turmlose, einschiffige neugotische Hallenkirche. Entworfen wurde der Bau vom Architekten Wilhelm Rincklake aus Münster. Er besteht aus Backstein mit drei Jochen, die wiederum im Inneren mit Gurtbögen und Pilastern unterteilt sind und mit einem polygonalen Chorabschluss. Der Übergang vom Kirchenschiff zur Apsis erfolgt durch einen spitzen Triumphbogen. Das Kirchenschiff wird von rippenlosen Kreuzgewölben und die Apsis von Kreuzrippengewölben abgeschlossen.

## Ausstattung
Auf der Altarmensa aus Baumberger Sandstein steht ein von Ferdinand Langenberg geschaffener Schnitzaltar aus Lindenholz mit drei Bildszenen: auf der linken Seite Jesus betend auf dem Ölberg, in der Mitte die Kreuzigungsszene und rechts die Auferstehung Christi. Über dem Altar erhebt sich Jesus und zeigt sein Herz.
Der Tabernakel ist in der Predella eingefasst, dessen Türen aus Messing sind, wo die Abbildung mit der Verkündigung des Erzengels Gabriel an Maria den Mittelpunkt bildet. An den Kopf- und Fußenden der Tabernakeltüren befinden sich Medaillons mit den Symbolen der Evangelisten.
In den Nischen der in drei Feldern unterteilten Vorderseite der Altarmensa sitzen zwei aus dem Alten Testament prägende Gestalten: der Prophet Jesaja in der linken und der König David mit der Harfe in der rechten Nische.
Die Farbverglasungen der Fenster wurden 1951 von der Werkstatt Ignaz Donat in Datteln gestaltet und 2005 durch die Werkstatt Derix in Kevelaer grundsaniert.

## Geschichte
Die eintausendjährige Geschichte des kirchlichen Lebens reicht bis in die Anfangszeit des Christentums in der Region zurück. Wahrscheinlich wurde im 10. Jahrhundert in Hiesfeld eine Kirche gebaut, zu deren Einzugsbereich auch das Gebiet von Dinslaken gehörte.
Nach Abpfarrung von St. Vincentius in Dinslaken im Jahr 1436 umfasste das mittelalterliche Kirchspiel neben dem Dorf Hiesfeld die Bauerschaften Barmingholten, Mittel-, Ober- und Unterlohberg. Die Gemeinde nahm 1585 das evangelische Bekenntnis an.
Nach der Reformation gab es lange Zeit in Hiesfeld keine katholische Kirche. Die wenigen Katholiken wurden von der Dinslakener Pfarrei St. Vincentius seelsorglich betreut. Am 4. Oktober 1896 wurde auf dem Oberlohberg die erste katholische Kirche in Hiesfeld seit rund 300 Jahren nach der Reformation benediziert. Die einstige Tochterkirche St. Vincentius war zur Mutterkirche für Hiesfeld geworden. Erst 1920 weihte man sie und setzte die Reliquien ein.
Infolge der Bautätigkeit nach dem Zweiten Weltkrieg wurde 1958 im innerörtlichen Bereich Hiesfelds ein selbständiges Pfarrrektorat errichtet und abgetrennt. Dies war die Entstehung der Pfarrgemeinde Heilig Geist. Seelsorgerisch wurden beide Pfarreien bis 1994 von den Passionisten betreut und nach deren Rückzug personell und im Jahre 2000 als Seelsorgeeinheit in eine Hand gelegt.
Krieg, Unwetter und Bergschäden setzten dem Gotteshaus zu, das zuletzt in den Jahren 2005 und 2011 renoviert wurde.